# Synchirus
Synchirus is een monotypisch geslacht van straalvinnige vissen uit de familie van donderpadden (Cottidae).

## Soort
- Synchirus gilli Bean, 1890